# Resclosa d'Ullà
La Resclosa és l'última de les nombroses rescloses i pantans que represen les aigües del riu Ter ubicada al terme d'Ullà. Es tracta d'una petita resclosa que data del segle xvii per a derivar aigua per al regadiu. Aquest espai destaca especialment pels boscos de ribera que creixen als marges i sobre les illes fluvials (una d'elles tot just davant del canal que aporta aigües del riu Daró). La salzeda i l'albereda i alguns claps de verneda constitueixen les principals comunitats forestals de ribera. Al fons s'hi fan herbassars de macròfits. La fauna ornítica hi és molt ben representada, destacant espècies com el blauet (Alcedo atthis), el martinet de nit (Nycticorax nycticorax) i altres. Moltes d'aquestes espècies nidifiquen en diverses illes fluvials que ofereixen seguretat a aquestes espècies. El principal factors adversos a la conservació d'aquest espai són la substitució de la vegetació de ribera per plantacions fusteres i conreus de regadiu. Algunes desbrossades de vegetació que s'han efectuat a la zona han malmès les comunitats de ribera. Altres factors de menor importància serien l'abocament d'aigües residuals de granges i nuclis rurals i la caça. El tram de riu inclòs en la zona humida de la Resclosa d'Ullà es troba dins l'espai de la Xarxa Natura 2000